# Saint-Bohaire
Saint-Bohaire ist eine französische Gemeinde im Département Loir-et-Cher in der Region Centre-Val de Loire. Die Bevölkerung beläuft sich auf 493 Einwohner (Stand: 1. Januar 2022). Saint-Bohaire gehört zum Arrondissement Blois und zum Kanton Veuzain-sur-Loire (bis 2015: Kanton Blois-5). 

## Geographie
Saint-Bohaire liegt etwa acht Kilometer nordwestlich von Blois zwischen Orléans und Tours. Der Cisse begrenzt die Gemeinde im Norden. Umgeben wird Saint-Bohaire von den Nachbargemeinden La Chapelle-Vendômoise im Norden, Fossé im Osten, Saint-Lubin-en-Vergonnois im Süden und Südwesten sowie Landes-le-Gaulois im Westen und Nordwesten.

## Bevölkerungsentwicklung
| 1962                       | 1968 | 1975 | 1982 | 1990 | 1999 | 2006 | 2017 |
| -------------------------- | ---- | ---- | ---- | ---- | ---- | ---- | ---- |
| 313                        | 351  | 372  | 398  | 395  | 361  | 328  | 497  |
| Quellen: Cassini und INSEE |      |      |      |      |      |      |      |

## Sehenswürdigkeiten
- Kirche Saint-Bohaire aus dem 12./13. Jahrhundert, seit 1995 Monument historique

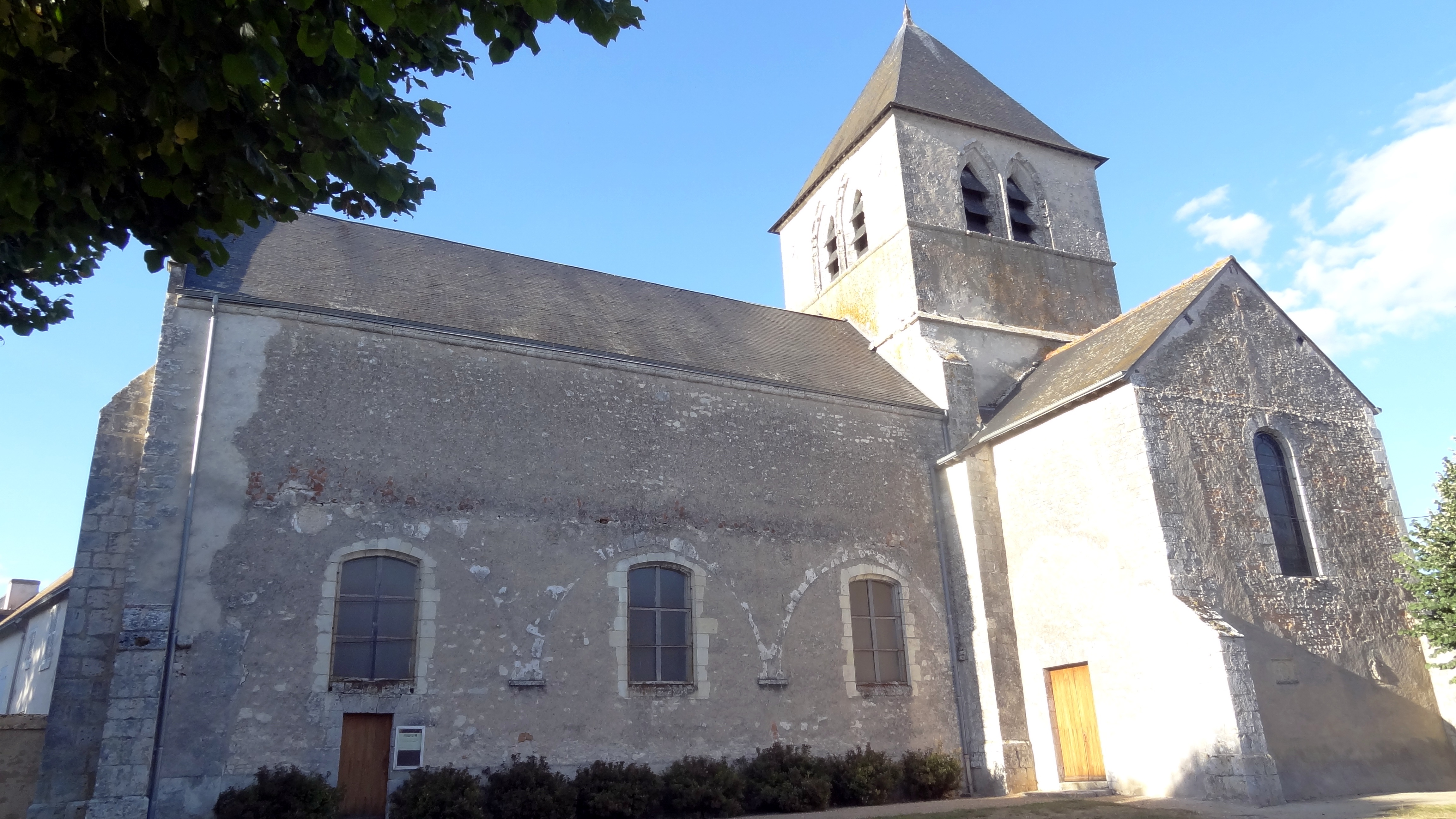
Kirche Saint-Bohaire